# Republican Sinn Féin
Il Republican Sinn Féin (RSF, in irlandese: Sinn Féin Poblachtach, in italiano: Sinn Féin repubblicano, Sinn Féin che significa "noi stessi") è un movimento politico repubblicano attivo in Irlanda e Irlanda del Nord.
Nel 1986, Sinn Féin, sotto l'impulso di Gerry Adams, rinunciò all'astensionismo, una caratteristica tradizionale del repubblicanesimo irlandese, a favore di una più ampia partecipazione alle elezioni. Opposto a questa nuova linea, il presidente del Sinn Féin, Ruairí Ó Brádaigh, si separò e formò il Republican Sinn Féin. A lui si unirono Dáithí Ó Conaill, capo dello staff del Provisional IRA e Billy McKee, membro di lunga data dell'IRA Army Council. Contrario al processo di pace, l'RSF sostiene la lotta armata. Se durante la scissione, il Provisional IRA aveva proibito agli iniziatori di creare un nuovo gruppo armato, si sospetta che la Continuity Irish Republican Army sia l'ala militare del Republican Sinn Féin.